# Лора Ла Плент
Лора Ла Плент (англ. Laura La Plante; нар. 1 листопада 1904, Сент-Луїс, Міссурі, США — 14 жовтня 1996, Вудленд-Гіллз, Каліфорнія, США) — американська акторка німого кіно.

## Біографія
Лора Ла Плент дебютувала як акторка у 15 років у невеликій ролі в німому фільмі. У 1923 році вона була обрана як одна з «WAMPAS Baby Stars», що послужило ривком до стрімкого розвитку її подальшої акторської кар'єри. З 1920 по 1930 рік знялася у понад 60 фільмах, серед яких «Кіт і канарка» (1927), «Плавучий театр» (1929). Більшість її фільмів тих років було знято на студії «Universal Pictures», де Лаура Ла Плент була найпопулярнішою зіркою середини 1920-х років.
Прихід звукового кіно помітно підірвав кар'єру Лори Ла Плент, а хвиля нових молодих зірок затьмарила акторку і відкинула її на другі плани. Останніми успішними картинами за її участю стали музична картина «Король джазу» (1930) та драма «Аризона» (1931). Після завершення кар'єри в Голлівуді Лора Ла Плент деякий час знімалася в Англії, перш ніж у 1935 остаточно покинути кінематограф. Надалі вона двічі поверталася на великий екран у 1946 і 1957 року, а 1954 року взяла участь у телевізійної грі Граучо Маркса «Ваша ставка життя».
Була двічі одружена. Її першим чоловіком був кінорежисер Вільям А. Сейтер, а другим — продюсер Ірвінг Ашер. Лора Ла Плент померла від хвороби Альцгеймера у жовтні 1996 року у віці 91 року у Вудленд-Гіллз, штат Каліфорнія. Одна з вулиць у Каліфорнійському місті Агура-Хіллз названа іменем акторки.

## Вибрана фільмографія
| Рік  |   | Українська назва             | Оригінальна назва              | Роль                      |
| ---- | - | ---------------------------- | ------------------------------ | ------------------------- |
| 1920 | ф | 813                          | 813                            | Женев'єв                  |
| 1923 | ф | Малий Рамблін                | The Ramblin' Kid               | Каролін Джун              |
| 1930 | ф | Король джазу                 | King of Jazz                   | редактор / стенографістка |
| 1931 | ф | Відважні серця і золоті руки | Stout Hearts and Willing Hands | героїня                   |